# Barrio Alto Verde
El barrio Alto Verde es un barrio de la ciudad de Córdoba, en Argentina. Se ubica en la zona noroeste y cuenta con un total de 75 manzanas.
Sus límites oficiales son, en sentido horario, iniciando por el norte: avenida Manuel Cardeñosa, Martín de Garayar, Bulevar Los Granaderos, calle La Posta, Herminio Malvino, Ricardo Pedroni, Vera y Zarate, y avenida Rodríguez del Busto. Es un barrio tradicional, de estratos socioeconómicos altos.
Cuenta con un centro comercial importante, llamado Dinosaurio Mall, ubicado en la punta noroeste, sobre avenida Rodríguez del Busto. Cuenta con un inmenso complejo residencial llamado Parque Milenica I y Parque Milenica II. En este barrio se encuentra la sede del Grupo Dinosaurio. Se encuentra en jurisdicción del CPC Monseñor Pablo Cabrera.
Por su parte, también cuenta con el Hospital Materno Neonatal ubicado sobre avenida Cardeñosa y la Comisaría Policial 15° ubicado en la intersección de Cardeñosa y calle Ombú.

## Transporte
Las líneas de colectivos que unen el barrio y alrededores con otros sectores de la ciudad son:
| Corredor   | Líneas         |
| ---------- | -------------- |
| Corredor 1 | - 14           |
| Corredor 2 | - 24 - 26 - 27 |
|            | - 600 - 601    |